# Manilkara cavalcantei
Manilkara cavalcantei är en tvåhjärtbladig växtart som beskrevs av João Murça Pires, José Demetrio Rodríguez och Terence Dale Pennington. Manilkara cavalcantei ingår i släktet Manilkara och familjen Sapotaceae. IUCN kategoriserar arten globalt som sårbar. Inga underarter finns listade i Catalogue of Life.